# Giuseppe Polvara
Giuseppe Polvara (Pescarenico, 23 novembre 1884 – Milano, 7 febbraio 1950) è stato un presbitero, architetto e pittore italiano, fondatore della Scuola Beato Angelico di Milano.

## Biografia
Giuseppe Polvara nacque a Pescarenico il 23 novembre 1884, figlio di un pescatore e di una tessitrice, ultimo di quattro figli. 
Entrato nel seminario di Como, iniziò a sviluppare una passione per l'arte, grazie anche alla dote di una buona mano per il disegno. Dopo la consacrazione sacerdotale, fu curato a Barasso nel varesotto dove continuò parallelamente alla sua missione spirituale, a dedicarsi con talento al disegno, al punto che venne destinato dai suoi superiori al collegio arcivescovile del seminario di Saronno come insegnante di disegno. Nel contempo frequentò il Politecnico di Milano dove conseguì una laurea in architettura col massimo dei voti. Ottenne quindi l'abilitazione all'insegnamento del disegno presso le scuole tecniche e normali all'Accademia di Brera di Milano il 2 gennaio 1913.
Nel gennaio 1920 ottenne una seconda laurea in architettura presso l'Istituto delle Belle Arti di Bologna dove entrò tra l'altro in contatto con i movimenti artistici per il rinnovamento dell'arte sacra, intessendo rapporti con pittori d'oltralpe come i francesi Maurice Denis, Jean-Louis Forain, George Desvallières e l'olandese Jan Toorop che si stavano orientando in tal senso. In particolare dalle idee di Denis (che in Francia con Desvallières aveva fondato l'Ateliers d'art sacré), mutuerà l'idea di creare una scuola d'arte d'ispirazione cristiana che si concretizzerà qualche anno dopo. Nel contempo, con l'assenso di papa Pio X e la collaborazione di Paul Couturier (che del Denis era stato allievo) e di mons. Celso Costantini (futuro cardinale e Segretario della Congregazione di Propaganda Fide), fondò a Milano nel 1912 la Società Amici dell'Arte Cristiana e dall'anno successivo il periodico "Arte Cristiana" per la sensibilizzazione del grande pubblico al rinnovamento in atto nell'ambito dell'arte religiosa che mirava non più a riproporre vecchi stilemi ormai sorpassati, ma a integrare l'arte moderna in maniera compatibile all'ambiente delle chiese cattoliche. Nel 1920 la rivista venne diretta dallo stesso Polvara.
Nel contempo, don Polvara continuò ad occuparsi di pittura in maniera attiva, lavorando ad esempio ad un ciclo di affreschi nella chiesa parrocchiale di Angera. 

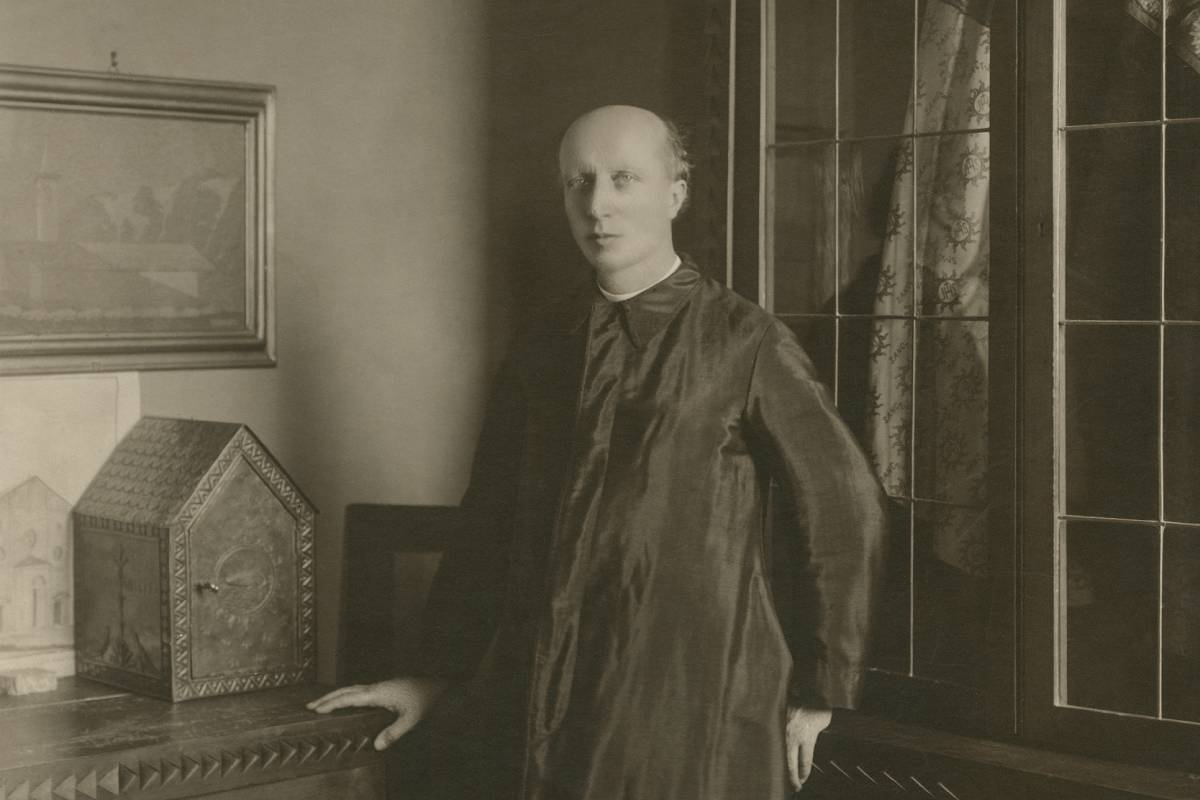
Giuseppe Polvara nella sede della Scuola Beato Angelico di Milano

La Società Amici dell'Arte Cristiana mutò radicalmente nel 1921 quando Polvara prese la decisione di istituire una vera e propria scuola d'arte per la formazione di nuovi artisti cristiani. L'istituzione venne dedicata al Beato Angelico, sacerdote ed uno dei pittori più rappresentativi della pittura del Quattrocento italiano nell'ambito della pittura sacra. Dal Beato Angelico, nello specifico, il Polvara trasse lo spirito vero e proprio della nuova scuola, ovvero il cercare di rinsaldare i vecchi principi dell'arte sacra con le innovazioni e le nuove correnti artistiche che nel Novecento si stavano facendo strada. Contemporaneamente, in campo architettonico, don Polvara lottò con la sua nuova scuola-bottega per formare nuovi architetti che evitassero che l'architettura delle chiese si fossilizzasse sulla ripetizione di stili ormai superati come lo pseudo-gotico, il romanico lombardo o il neobarocco, ma piuttosto si concentrasse allo sviluppo di nuove forme. A questa istituzione collaborarono ancora una volta mons. Celso Costantini, ma anche i pittori Biagio Biagetti, don Giacomo Margotti, Guido Cadorin, Augusto Lozzia, l'architetto don Mario Tantardini, don Adriano Bernareggi, lo scultore Angelo Righetti e altri.
Don Polvara, assorbito da questa nuova istituzione, lasciò i suoi incarichi presso il seminario di Saronno e si dedicò totalmente alla direzione dell'istituto, di cui rimase anche professore di architettura. In un primo momento pensò di affiancare la scuola all'Università Cattolica del Sacro Cuore ma, pur avendo incassato il placet del rettore dell'ateneo dell'epoca, padre Agostino Gemelli, incontrò eccessive difficoltà burocratiche e decise di proseguire autonomamente. La sede della scuola venne posta in via Filangeri.
Tramite l'istituzione, don Polvara progettò con altri architetti la chiesa parrocchiale di Custoza, quella di Agrate Brianza e quella di Sant'Edoardo a Busto Arsizio, favorito in questo dall'appoggio datogli a suo tempo dall'arcivescovo di Milano, il card. Ratti, che ora era divenuto pontefice con il nome di Pio XI. Nel 1925, il cardinale Eugenio Tosi, arcivescovo di Milano e successore del Ratti a quella sede arcivescovile, lo creò canonico della Basilica di Sant'Ambrogio a Milano, col titolo di monsignore. Nel 1927 progettò la nuova chiesa di Chiesa di Santa Maria Beltrade a Milano.
Nel 1929 organizzò, parallelamente alla scuola, anche una nuova scuola di musica sacra specificatamente orientata allo studio e alla riproposizione del canto gregoriano. Il 13 aprile 1934, il cardinale Alfredo Ildefonso Schuster, arcivescovo di Milano, approvò gli statuti scolastici stesi da mons. Polvara per mutare ulteriormente la sua istituzione: egli propose, per chi tra i collaboratori della scuola lo desiderasse, di entrare a far parte dell'istituzione scolastica come istituzione religiosa, prendendo quindi i voti di povertà, castità e obbedienza, anche a livello privato. Il card. Schuster gli concesse di divenire superiore di questo nuovo ordine.
Nel 1935, affiancò alle istituzioni già presenti una scuola di teatro e di scenografia d'ispirazione cristiana. Nel 1937 progettò la chiesa di San Vito per il quartier del Giambellino, a Milano.
Morì a Milano il 7 febbraio 1950 a causa di un infarto. Le esequie, che si svolsero nel duomo di Milano, vennero presenziate dal cardinale Schuster e dai monsignori Adriano Bernareggi e Cesare Dotta.